# Dejokes
Dejokes (stgr. Δηιόκης, staroirańskie *Dahyauka~, asyryjskie Daiakku) – pierwszy król Medów, panujący w latach ok. 700–678 p.n.e.
Według Herodota Dejokes, syn Fraortesa, został wybrany przez Medów na króla w celu zapobieżenia szerzącemu się bezprawiu. Miał on zbudować stolicę Medów, Ekbatanę, pałac, i jako pierwszy sprawować wyszukany ceremoniał dworski. Zgodnie z Herodotem Dejokes miał panować w latach ok. 700–ok. 647 p.n.e. Jednak niektórzy uczeni korygują twierdzenia Herodota, sprzeczne z innymi podawanymi przez niego wiadomościami, przyjmując że pomieszał on lata panowania Dejokesa i jego syna Fraortesa. Dlatego według nich Dejokes miał panować tylko dwadzieścia dwa lata, pomiędzy ok. 700–ok. 678 p.n.e.
Istnieje także grupa uczonych przenoszących jego panowanie na lata 727–675 p.n.e., za czym przemawiają źródła asyryjskie z czasów panowania Sargona II, które wspominają o niejakim Daiakku, w roku 715 p.n.e. mającym być gubernatorem lub wasalem Manny, rządzącym na terytorium graniczącym z Asyrią, prawdopodobnie w prowincji Uiszdisz. Daiakku, którego syn został wzięty jako zakładnik przez Urartu, popierał jego króla Rusę I przeciwko władcy Manny Ullusunu, jednak bez sukcesu, ponieważ interweniował Sargon i ostatecznie pojmał Daiakku oraz skazał go wraz z rodziną na wygnanie w syryjskim Hamat, skąd później miał on powrócić. Utożsamienie Dejokesa z Daiakku opiera się jedynie na onomastyce. Tymczasem według Stuarta Browna: "jest rzeczą niezwykle wprost nieprawdopodobną by Med, który był gubernatorem prowincji Manny przez mniej niż rok [..] mógł być kojarzony [...] z utworzeniem państwa Medów". Według Igora Djakonowa Herodot uprościł przebieg wydarzeń, przypisując Dejokosowi czyny kilku generacji wodzów Medów, którzy doprowadzili do utworzenia państwa.